# عبدویه بن جبله
عبدویه بن جبله (عربی: عبدويه بن جبلة) فرمانروای مصر در دوران خلافت عباسی بود.